# Solecka Dolina Wisły

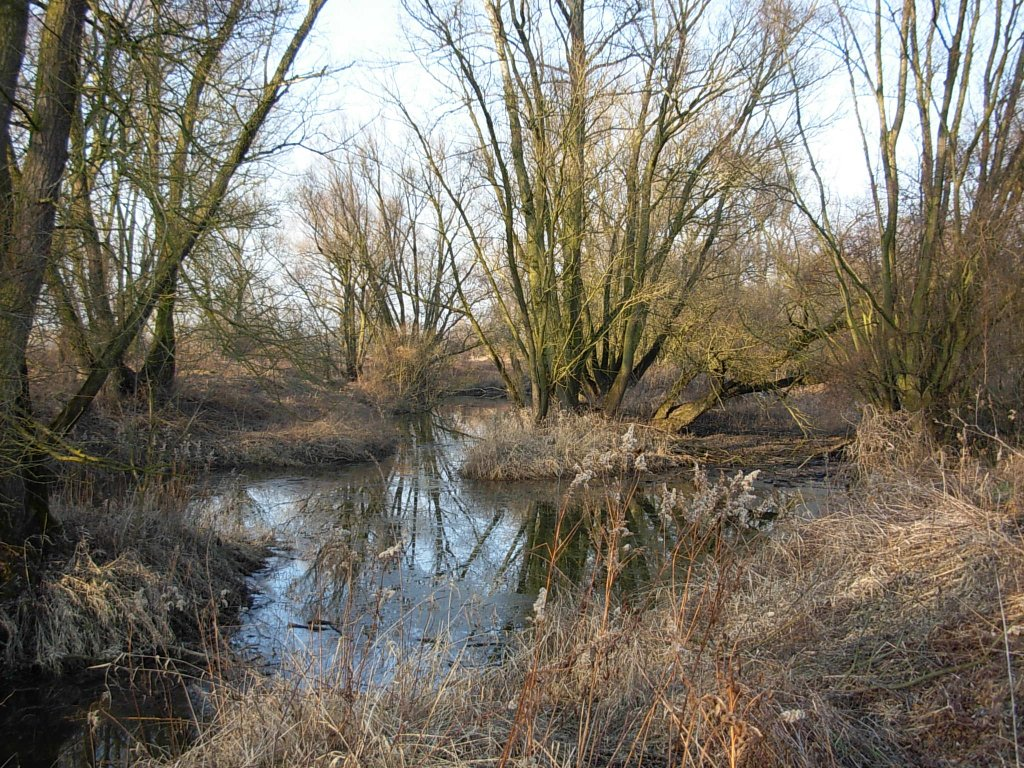
Mała Kępa Ostromecka

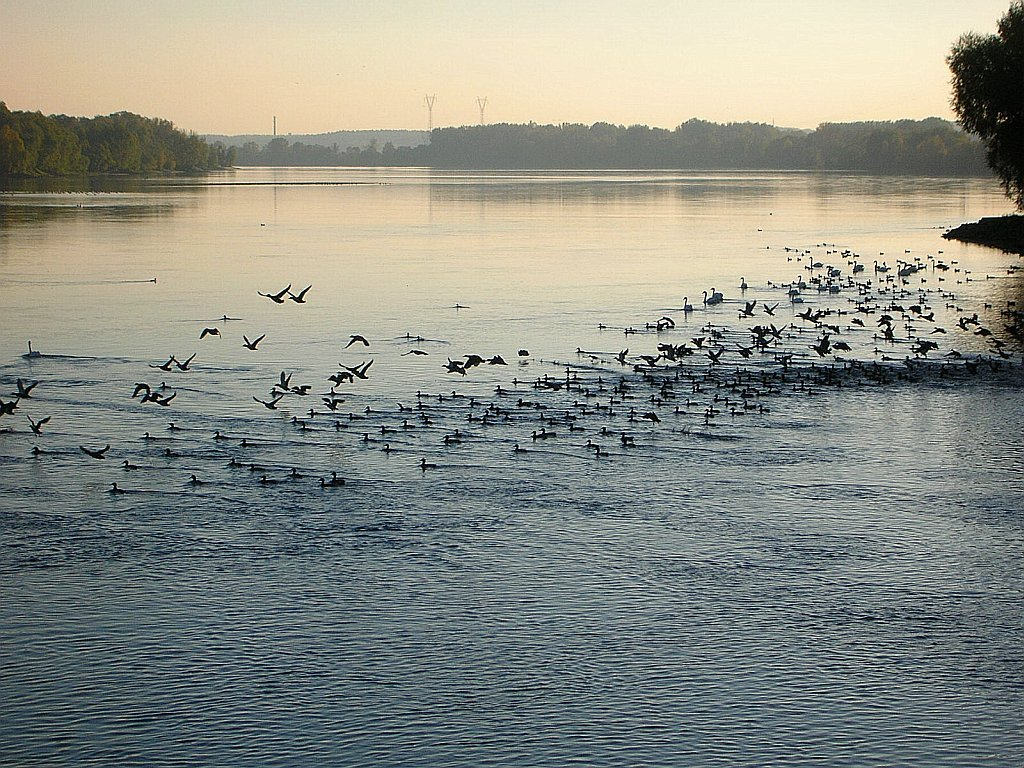
Ptactwo na rzece

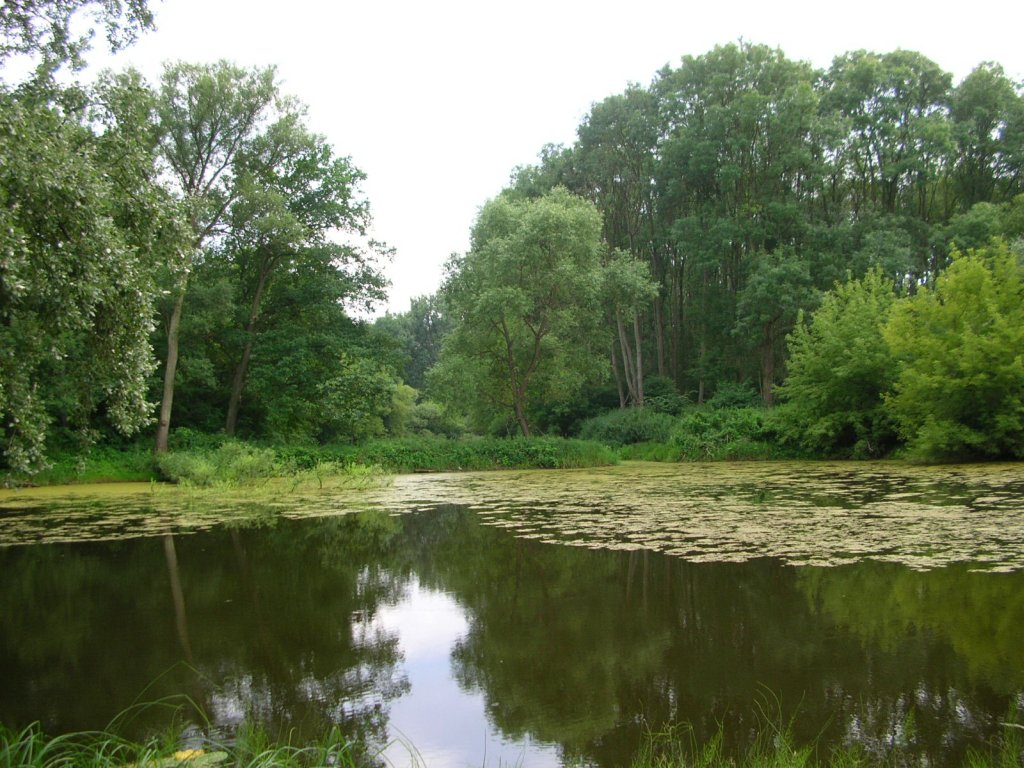
Wielka Kępa Ostromecka

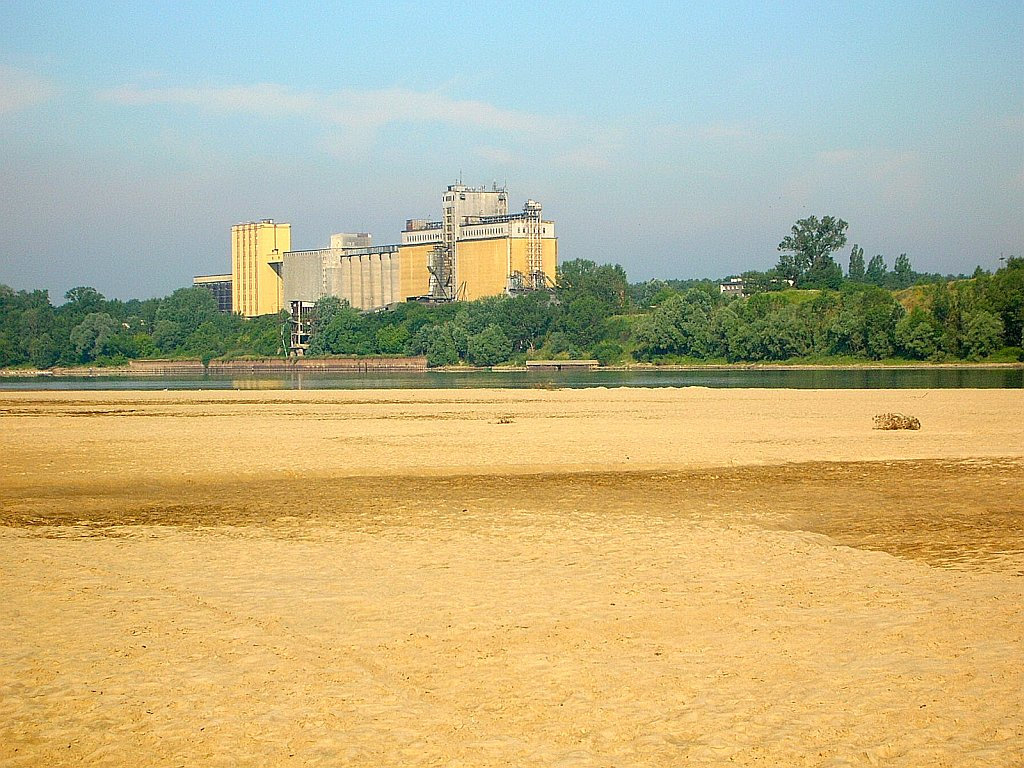
Łacha rzeczna

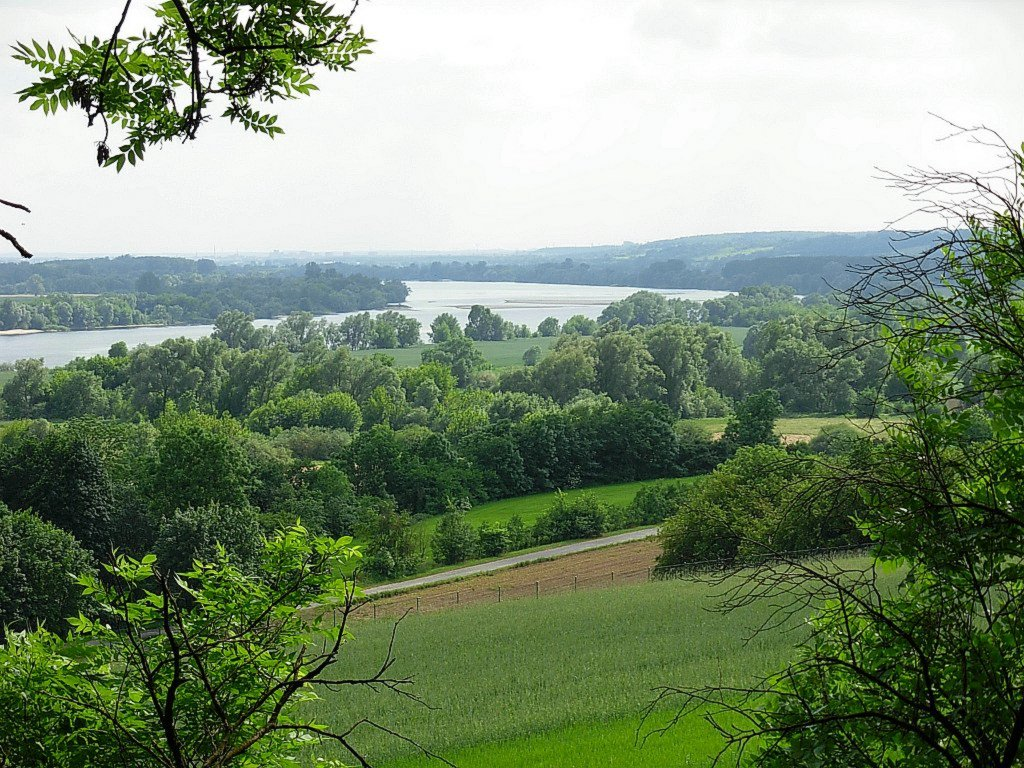
Wisła w Trzęsaczu

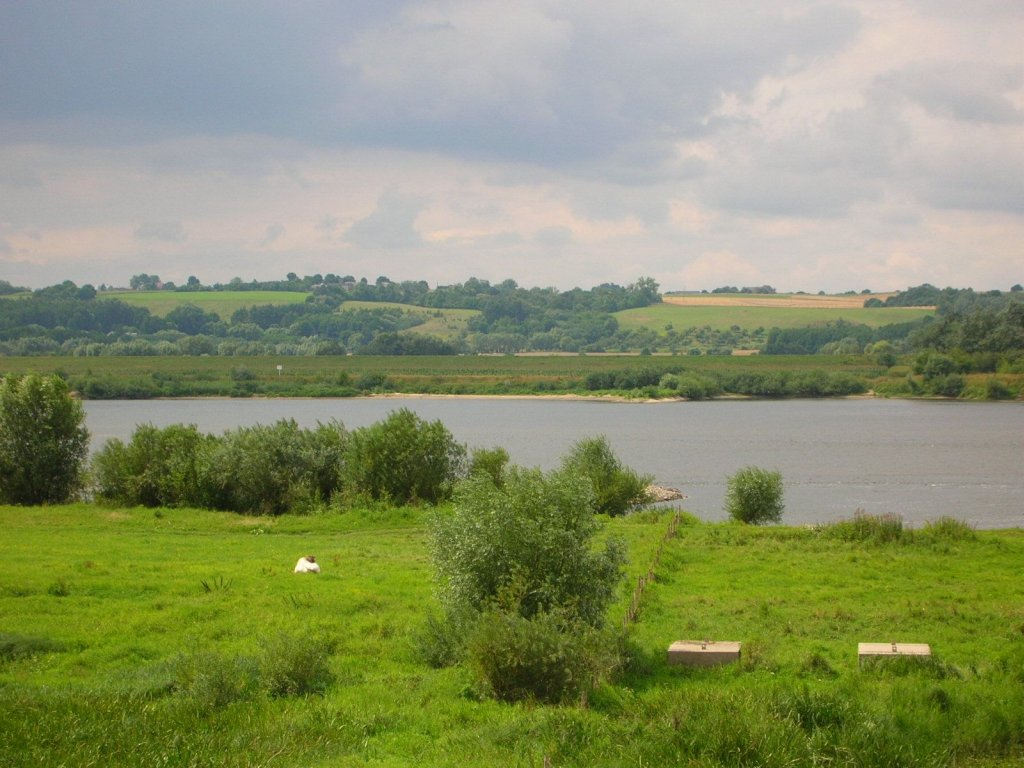
Wisła nieopodal Chełmna

Solecka Dolina Wisły (kod obszaru PLH040003) – obszar chroniony programem Natura 2000, o powierzchni 7030,08 ha, położony w województwie kujawsko-pomorskim.
Celem ochrony jest zachowanie siedlisk przyrodniczych i występujących na ich terenie gatunków roślin i zwierząt.
Nad obszarem „Solecka Dolina Wisły” nadzór sprawuje Dyrektor Zespołu Parków Krajobrazowych Chełmińskiego i Nadwiślańskiego oraz Regionalna Dyrekcja Lasów Państwowych w Toruniu.

## Historia
W sierpniu 2007 r. zaproponowano włączenie obszaru w sieć Natura 2000 jako obszar mający znaczenie dla Wspólnoty. W marcu 2009 r., na mocy decyzji Komisji Europejskiej z grudnia 2008 r., został zatwierdzony jako projektowany specjalny obszar ochrony siedlisk (SOO) pod nazwą „Solecka Dolina Wisły”.

## Lokalizacja
Obszar obejmuje fragment doliny Wisły o długości 49 km, między Solcem Kujawskim a Świeciem. W odróżnieniu od Doliny Dolnej Wisły (obszaru OSO) obejmuje on nie tylko terasę zalewową (międzywale), lecz również fragmenty zboczy doliny Wisły.
Dolina jest położona na terenie pięciu powiatów: bydgoskiego, toruńskiego, miasta Bydgoszczy, chełmińskiego i świeckiego.

## Ogólna charakterystyka obszaru
Solecka Dolina Wisły obejmuje utwory przyrodnicze, charakterystyczne dla największej polskiej rzeki. Są to kolejno:
- piaszczysto-muliste łachy rzeczne, które porasta efemeryczna roślinność;
- terasy zalewowe z ciągami starorzeczy i rozwijającej się na nich roślinności wodnej oraz szuwarów; stanowiły one dawnej kępy rzeczne, zaś po częściowej regulacji Wisły, przeprowadzonej w latach 1880–1914, zostały zasypane osadami i połączone ze stałym lądem;
- obwałowania usypane w XIX wieku, porośnięte przez zbiorowiska trawiaste;
- terasy nadzalewowe, częściowo użytkowane jako użytki rolne i pastwiska, zaś częściowo porośnięte lasami mieszanymi;
- zbocza doliny porośnięte grądami i zaroślami, a miejscami zajęte przez murawy kserotermiczne.

Większość terenów nadrzecznych porośnięta jest ziołoroślami i trawami z kępami drzew. W zakolu Wisły pod Bydgoszczą występują fragmenty łęgów wierzbowo-topolowych. W dolnych partiach zboczy, zwłaszcza na prawym brzegu Wisły, zachowały się natomiast fragmenty wielogatunkowych łęgów oraz grądy zboczowe. Miejscami występują fragmenty borów mieszanych i sosnowych z płatami muraw piaskowych.

## Siedliska
Wśród siedlisk na obszarze doliny, największy udział posiadają tereny rolnicze – 44% oraz wody śródlądowe (rzeki i akweny – 33%), zaś mniejszy: lasy liściaste (11%), łąki i zarośla (11%), lasy mieszane (1%) i sady (1%).
Siedliska chronione zajmują ok. 6% całego obszaru, a wśród nich największą powierzchnię posiadają niżowe świeże łąki użytkowane ekstensywnie (3%), starorzecza, ziołorośla nadrzeczne i lasy łęgowe.

## Formy ochrony przyrody
Obszar chroniony niemal w całości (85%) znajduje się w obrębie dwóch parków krajobrazowych: Nadwiślańskiego i Chełmińskiego (wchodzących w skład Zespołu Parków Krajobrazowych nad Dolną Wisłą). Na jego obszarze występuje również mały fragment Obszaru Chronionego Krajobrazu Strefy Krawędziowej Kotliny Toruńskiej (1,13% obszaru) oraz cztery rezerwaty przyrody:
- Wielka Kępa,
- Las Mariański,
- Ostrów Panieński,
- Łęgi na Ostrowiu Panieńskim.

W zakolu Wisły projektuje się ponadto utworzenie rezerwatu przyrody Mała Kępa Ostromecka.

## Wartość przyrodnicza
Obszar Solecka Dolina Wisły chroni 11 typów chronionych siedlisk nadrzecznych oraz związanych z nimi gatunków roślin i zwierząt. W Dolinie notowano m.in.:
- 34 gatunki ptaków wymienionych w załączniku I dyrektywy ptasiej (lęgowe i migrujące);
- gatunki zwierząt wymienionych w załączniku II dyrektywy siedliskowej:
  - ssaki: nietoperz mopek zachodni, bóbr europejski, wydra europejska;
  - płazy: kumak nizinny;
  - ryby: minóg rzeczny, łosoś szlachetny, kiełb białopłetwy, boleń, rhodeus, koza;
  - bezkręgowce: czerwończyk nieparek, pachnica dębowa;
- rośliny naczyniowe wymienione w załączniku II dyrektywy siedliskowej: leniec bezpodkwiatkowy, sasanka otwarta, starodub łąkowy.

W sieci European Ecological Network, Dolina Dolnej Wisły stanowi korytarz ekologiczny o znaczeniu międzynarodowym.